# Nordkaper
Nordkaperen  (Eubalaena glacialis), også kaldet Biscayahvalen eller nordhvalen, er en art i rethvalsfamilien under bardehvalerne. Nordkaperen bliver 18 meter lang og kan veje op til 80 ton.

## Klassifikation
Klassfikationen af denne art er usikker. Nogle forskere deler arten op i to, en der hører hjemme i det nordlige Stillehav med navnet Eubalaena japonica og en art hjemmehørende i det nordlige atlanterhav.